# Valeins
Valeins je malá francouzská obec v departementu Ain v regionu Auvergne-Rhône-Alpes.

## Okolní obce
Na severu sousedí se Saint-Étienne-sur-Chalaronne, na východě s Baneins, na jihu s Chaneins a na západě s obcí Peyzieux-sur-Saône
Ves je součástí Communauté de communes de la Dombes (Sdružení obcí Dombes), které sídlí v Châtillon-sur-Chalaronne.

## Demografie
Jedná se o venkovskou obec s malou či velmi malou hustotou obyvatelstva dle statistických údajů INSEE.
Počet obyvatel:

## Pamětihodnosti
V obci se nachází Kaple sv. Vavřince (Chapelle Saint-Laurent), poprvé zmíněná v pramenech roku 1316. Její zvonice byla zbourána během Velké francouzské revoluce.
Nachází se zde též kamenný kříž z roku 1857.